# Atxe
 Iratxe Fernández de las Heras López de Guereñu, més coneguda pel monònim Atxe (Vitòria, 1983), és una humorista gràfica basca instal·lada a Barcelona des del 2005.

## Biografia
Nascuda a Vitòria, va estudiar Belles Arts entre Salamanca i Barcelona. A la capital catalana és on va fixar la seva residència el 2005. Després d'especialitzar-se en animació tradicional i transitar per diverses professions de les arts gràfiques, el 2013 va arrencar la seva carrera com a humorista dibuixant vinyetes sobre l'actualitat política i social al setmanari català La Directa i a El Huffington Post. Aquest últim mitjà el va abandonar un any després. El motiu va ser que li van censurar una vinyeta sobre la monarquia en temps de la transició entre regents. Al cap de poc va començar a col·laborar amb La Marea, revista per a la qual continua treballant com a cooperativista. Amb col·laboracions més o menys prolongades, des del 2014 ha passat per mitjans com El Estafador, Números Rojos, El Diario Norte, Mongolia, Vice, El Churro Ilustrado, H28, el blog del programa Carne cruda, SinPermiso, El Salto, Jornada i CuartoPoder.
Aprofitant els seus coneixements en animació, també el 2014 va realitzar un vídeo que combinava humor gràfic i animació, amb el qual pretenia contribuir a fer sonar l'alarma respecte del tractat de lliure comerç que s'estava negociant en secret entre els Estats Units i la Unió Europea (l'Associació Transatlàntica pel Comerç i la Inversió (ATCI)). El vídeo va tenir una notable repercussió a les xarxes, i això va incentivar l'autora a realitzar més vídeos del mateix estil, que pretenien informar sobre temes tan diversos com la "llei mordassa", els desapareguts pel franquisme, l'emergència climàtica, la problemàtica de la fabricació de productes electrònics o la renda bàsica. Així mateix, amb una finalitat exclusivament lúdica, va realitzar una breu sèrie de microvídeos anomenada "Los 10 mandamientos vacacionales" per al diari CuartoPoder.
El 2019 va publicar el seu primer llibre, Capitalismo, ¿por qué? en l'editorial Akal, un assaig il·lustrat, didàctic i en clau d'humor que ofereix una anàlisi històrica, filosòfica, econòmica i sociològica de tot aquest desgavell en què, segons l'autora, vivim, i que és també una invitació a replantejar-nos-ho tot de dalt a baix.